# Louis-Ferdinand Céline
Louis-Ferdinand Céline, egentligen Louis Ferdinand Auguste Destouches, född 27 maj 1894 i Courbevoie, Hauts-de-Seine, död 1 juli 1961 i Meudon, Hauts-de-Seine, var en fransk författare och läkare.
Céline är bland annat känd för sin banbrytande roman Voyage au bout de la nuit (Resa till nattens ände), en mörk och cynisk skildring av krig och mänskligt lidande. Han blev senare kontroversiell på grund av sina antisemitiska pamfletter och sitt samröre med nazisterna under andra världskriget.

## Biografi
Louis Ferdinand Destouches växte upp under fattiga förhållanden utanför Paris. Under första världskriget blev han något av en nationalhjälte, då han sårades och förklarades invalid till 75 procent, och kunde efter tjänstgöringen utbilda sig till läkare. Han kom att arbeta i kommunens tjänst som chef för polikliniken i Clichy, en förstad norr om Paris. Författarnamnet kommer av moderns flicknamn.
Under en period strax före andra världskriget författade han antisemitisk propaganda, Bagatelle pour un massacre (1937) och l'École des cadavres (1938). Skrifterna väckte en våldsam indignation. Céline fick lämna sin post som chef för polikliniken i Clichy, han stämdes för ärekränkning och l'École des cadavres förbjöds. Céline med familj flydde efter kriget till Danmark där han i december 1945 fängslades för detta. Han tillbringade 14 månader i fängslat förvar. 1950 dömdes han av de franska domstolarna till ett års fängelse, böter, samt förlust av sina medborgerliga rättigheter. Efter påtryckningar kom han 1951 i åtnjutande av den allmänna amnesti som utlystes 1947, och kunde i juni 1951 återvända till Frankrike. 
Efter kriget beklagade sig Céline över att hans rykte smutsats ner av hans antisemitism och samarbete med de tyska ockupanterna. Han skulle dock aldrig ångra eller ta avstånd från sina antisemitiska uttalanden, utan kom istället att förneka Förintelsen.
Céline tillbringade sina sista år i Meudon i Paris. Han fortsatte att skriva och avslutade ett andra utkast till sin sista roman, Rigodon, den 30 juni 1961. Följande dag dog han i sitt hem av ett brustet aneurysm.

## Författarskap
Céline s författarskap är mycket säreget för sin tids stränga estetiska normer. Romanerna uttrycker författarens egenartade och subjektiva världsbild och alienation. Romanen Resa till nattens ände (Voyage au bout de la nuit, 1932) väckte ett formidabelt uppseende. Céline betraktades som klar favorit till Goncourtpriset, men fick sedermera nöja sig med Renaudotpriset. Céline blev över en natt en ryktbar författare.
Som romanförnyare och idéförfattare har han utövat påverkan på Samuel Beckett, Jean-Paul Sartre, Henry Miller och Charles Bukowski. Även svenska författare, såsom Sture Dahlström, har låtit sig inspireras.
Svenska röster om Resa till nattens ände: Bengt Holmqvist (Dagens Nyheter): "Ett mästerverk i fransk romankonst, kanske det största efter Proust". Bengt Söderbergh (Expressen): "En av de största och oumbärligaste romanerna om det första världskriget och den närmaste efterkrigstiden […] Céline kom till språket med en farligare helvetesmaskin än surrealisterna; efteråt kändes det för många omöjligt att skriva romaner på samma sätt som före Céline".